# Dobsonia pannietensis
Dobsonia pannietensis é uma espécie de morcego da família Pteropodidae. Endêmica da Papua-Nova Guiné, pode ser encontrada nas ilhas de Fergusson, Goodenough, Normanby, Misima, Panaeati, Rossel, Sudest, Kiriwina e Woodlark.